# Uli Mayer-Johanssen

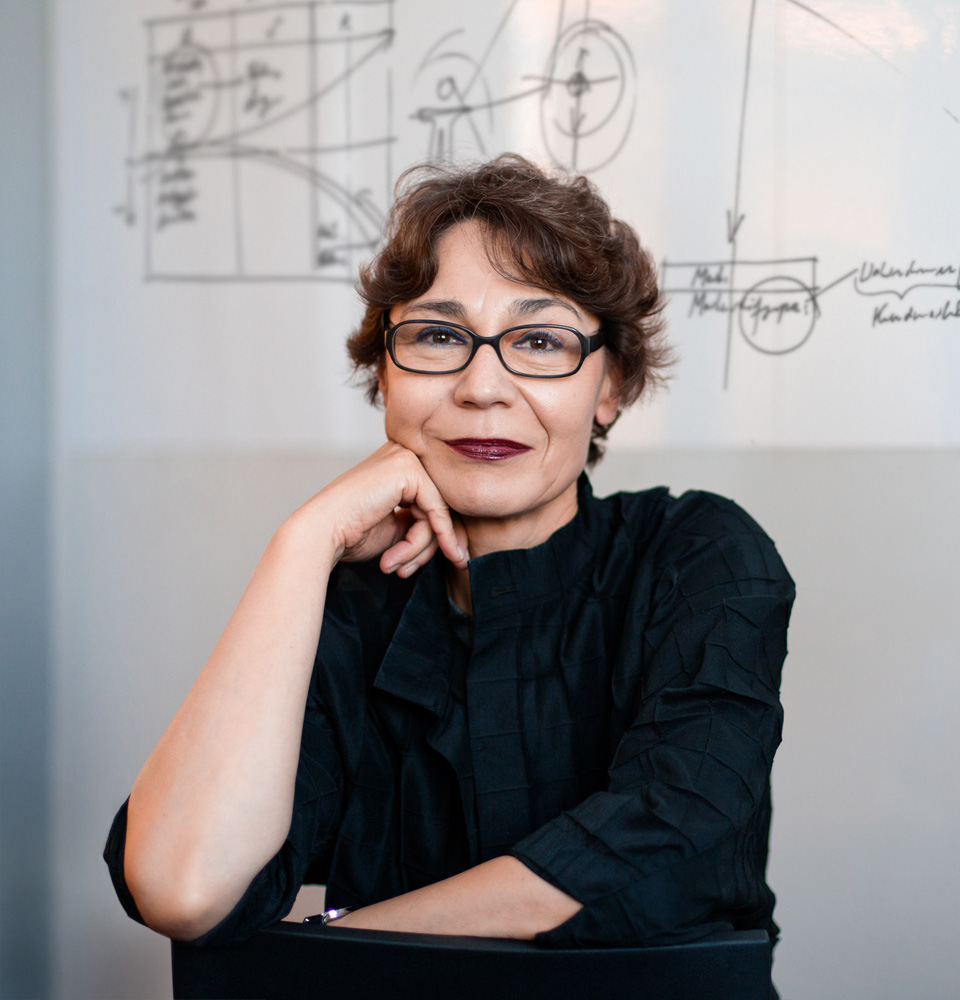
Uli Mayer-Johanssen (2015)

Uli Mayer-Johanssen (* 10. April 1958 in Osterburken, Baden-Württemberg) ist eine deutsche Designerin, Markenspezialistin und Autorin. Bekannt wurde sie als Mitgründerin der Brandingagentur MetaDesign plus GmbH, seit 2001 MetaDesign AG. 2010 erhielt Uli Mayer-Johanssen den HORIZONT-Award: Agenturfrau des Jahres.
Unter der Rubrik Der Werbe-Rat verfasste sie im Handelsblatt von 2012 bis 2014 Kolumnen zum Thema strategische Markenführung. Sie ist geschäftsführende Gesellschafterin der Uli Mayer-Johanssen GmbH und Initiatorin des Designing Future Beratungsnetzwerks. Seit 2019 ist Uli Mayer-Johanssen Mitglied des Präsidiums der Deutschen Gesellschaft des Club of Rome.

## Leben
Uli Mayer studierte Grafikdesign und Bühnenbild an der Merz-Akademie Stuttgart. 1986 erwarb sie zusätzlich ein Diplom im Fachbereich Visuelle Kommunikation der Hochschule der Künste Berlin mit Schwerpunkten in Philosophie und Malerei. 1990 gründete Uli Mayer zusammen mit Erik Spiekermann und Hans Christian Krüger die Meta-Design plus GmbH, aus der nach elf Jahren die MetaDesign AG hervorging;
Bereits Ende der 1990er Jahre begann die Zusammenarbeit mit ihrem späteren Ehemann, dem Kommunikationsstrategen Klaus-Peter Johanssen. Mit der Expertise des Spezialisten für Krisenkommunikation ergänzte sie ihre Agenturarbeit insbesondere um den Bereich Unternehmensverantwortung bzw. Corporate Social Responsibility; 2002 heirateten die beiden. Uli Mayer-Johanssen lebt in Berlin.

## Tätigkeit, Wirken
Unter der inhaltlichen wie strategischen Verantwortung von Uli Mayer-Johanssen entwickelte sich MetaDesign ab Anfang der 1990er Jahre zur Lead-Agentur für deutsche Marken wie Volkswagen, Audi, Deutsche Post oder das Konzerthaus Berlin. 2013 wurde MetaDesign Teil der Publicis Groupe. Nach insgesamt 25 Jahren im Vorstand und der Zeit als Chairwoman of the Executive Board der MetaDesign AG beendete sie ihre Vorstandstätigkeit und gründete 2015 die Uli-Mayer-Johanssen GmbH.
Ihre Programmatik besteht weiterhin in der Umsetzung bewährter zugleich zukunftsorientierter Kommunikationsmodelle, um „Strategie, Kommunikation und Design in Einklang zu bringen [aber auch], dass Ökologie, Ökonomie, Soziales und Technik nicht länger im Widerstreit stehen dürfen.“ (Uli Mayer-Johanssen in Ziel Balanced Economy, MetaMagazin 2007, Seite 4 ff.): „Wir spüren alle, dass es so wie bisher nicht weitergehen kann und wir uns die Frage stellen müssen, wie unsere Zukunft aussehen soll und was wir dafür tun können.“ Dem entsprechend liegt der Fokus auf dem Anpassungsprozess der  ökologisch-ökonomischen Entkopplung insbesondere in den Segmenten Human Relations, Circular Economy bis hin zu Cradle-to-Cradle-Ansätzen, Technologieführerschaft sowie in der zielführenden Verhaltens- und Einstellungsänderung.
Nach einem Treffen mit Michael Braungart initiierte Mayer-Johanssen die Plattform Designing Future. Im Bereich der systemischen Nachhaltigkeit fördert das Netzwerk seit 2016 die Kooperation von Unternehmen und Organisationen und begleitet sie „mit progressiven und umsetzbaren Nachhaltigkeitsansätzen [...] im Rahmen von Transformations- und Change-Prozessen“. Bereits 2013 hatte Mayer-Johanssen in dem Buch Wir haben verstanden einen der Eckpfeiler beschrieben: „Wollen wir uns nicht (völlig) verlieren, werden Fragen nach Glaubwürdigkeit, Vertrauen und Akzeptanz zu einer immer entscheidenderen Währung. […] Was nicht kommunizierbar ist, ist nicht umsetzbar, erweist sich jeden Tag aufs Neue“ (Seite 165, Hrsg.: Johanssen + Kretmscher Berlin 2013). Zusätzlich erschien ab Ende 2020 die Designing Future-Kolumne mit ihren Grundgedanken wie u. a.: Veränderung beginnt, wenn wir unsere Prämissen in Frage stellen, über eine Echte Nachhaltigkeit – und wie sie ins Unternehmen kommt, Vom Wandel sowie das nötige Loslassen, um Neues zuzulassen. Unter dem provokanten Titel Lobbyisten haben keine Kinder wies sie auf die Einflussnahme gegen überfällige Anpassungsprozesse in der EU hin.

### Markenentwicklung
Uli Mayer-Johanssen ist mitverantwortlich für die Entwicklung diverser Marken in den Segmenten Industrie, Institution und Kultur. So kreierte sie z. B. für die Gastausstellung des New Yorker Museum of Modern Art 2004 in der Neuen Nationalgalerie zusammen mit der Agentur Johanssen + Kretschmer eine eigenständige Marke und Kampagne mit der Leitidee Das MoMA ist der Star!. Das preisgekrönte Konzept steht als sogenannter MoMA-Effekt für gelungenes Kulturmarketing.
Im selben Jahr erhielt die italienische Provinz Südtirol einen ganzheitlichen Markenauftritt. Die touristische Destination wie auch die typischen Produkte wie Äpfel, Wein oder Speck fanden unter der neuen Dachmarke zu einer gemeinsamen Identität. Das markante Logo steht seitdem für Produkte dieser Region.
2007 folgte eine weitere Kampagne für die Neue Nationalgalerie. Dazu wurde für die Ausstellung des MoMA mit den Gemälden ausschließlich französischer Künstler der Claim: Die schönsten Franzosen kommen aus New York entwickelt: „Es ist nicht so, dass einem das zufällig einfällt“, erklärte Mayer-Johanssen in Volker Heises Fernsehdokumentation 24h Berlin – Ein Tag im Leben von 2009. Zunächst suche man im Vorfeld gemeinsam nach Antworten auf grundsätzliche Fragen, nach den wesentlichen Merkmalen für die Konzeption. Hinzu kämen Denk-, vor allem Umdenkprozesse, aus denen Synergien für die zielorientierte Kommunikation entstünden. Erst im Weiteren erfolge die konkrete Umsetzung, und diese Herangehensweise gelte für Mayer-Johanssen für die Markenkommunikation in der Wirtschaft ebenso wie für ein von ihr verantwortetes Kulturmarketing: 2008 für Babylon war nicht Babel – Babylon. Mythos und Wahrheit im Pergamonmuseum, bei Von Hockney bis Holbein – die Sammlung Würth 2015 im Martin-Gropius-Bau, oder für die Kampagne Max Beckmann und Berlin, HashtagMaxundBerlin, zum Jahr des vierzigjährigen Bestehens der Berlinischen Galerie, 2016.
Parallel hatte Mayer-Johanssen 2011 die Weiterentwicklung des Designs der deutschen Bundesregierung verantwortet. Kernelemente waren die Überarbeitung des Bundesadlers, der verwendeten Schriften sowie ein flexibles Layout. 2012 wurde der Markenauftritt des Berliner Konzerthauses entwickelt und unter ihrer Leitung das Corporate Design erneuert: So kamen starke Farben zum Einsatz und wurde eine neue Schriftkombination gewählt. Die begleitende Kampagne wurde gezielt auf den damaligen Chefdirigenten Iván Fischer ausgerichtet.
2016 folgte die Entwicklung des neuen Unternehmensleitbildes der Otto Group.
Für das gesellschaftliche Zusammenwirken gegen Diskriminierung, Rassismus und Antisemitismus entstand 2020 das globale Crowdsourcing-Projekt mit dem Hashtag: EveryNameCounts der Arolsen Archives. Mayer-Johanssen entwickelte das internationale Key Visual und begleitete den Kampagnenauftritt. Über 100 Schulen arbeiteten an der Initiative für das digitale Denkmal mit, mehr als 300 Unternehmen und Institutionen setzten unter dem Schlagwort #everynamecounts ein Zeichen für Respekt, Vielfalt und Demokratie. Am 23. Januar 2023 erklärte die Bundesregierung gegenüber der Presse: „Rund 60.000 Menschen aus aller Welt haben sich bereits beteiligt.“
Zur Förderung einer Generationen übergreifenden Erinnerungskultur und wiederum zusammen mit Arolsen Archives, entstand das Projekt #LastSeen. 2022 wurde es zum 80. Jahrestag der Wannseekonferenz im öffentlichen Raum als mobile Ausstellung in einem historischen LKW gestartet. Sein digitales Kernelement besteht aus einem frei verfügbaren und kontinuierlich wachsenden online Bildatlas mit zum Teil unbekannten Fotos von der Deportation jüdischer Menschen. Zusätzliche Bilder stammen vorwiegend aus privaten Quellen: Dachböden, Keller, zunehmend aus Nachlässen, mitunter von Flohmärkten. Soweit es Historikern möglich ist, werden die abgebildeten Personen mit ihren Namen versehen und den Örtlichkeiten zugeordnet. Laut dem Fachforum H/Soz/Kult transportiert das Projekt die „Grundlagenforschung mit direktem Erkenntnistransfer in die interessierte Öffentlichkeit“.

### Lehrtätigkeit
Seit 1994 lehrt Mayer-Johanssen u. a. als Gastprofessorin an der Universität der Künste Berlin, der ESCP Business School, der FU Berlin oder an der Business School St. Gallen.
Auf Kongressen und Seminaren war sie Referentin u. a. bei den Baden-Badener Unternehmergesprächen und der Bringmann-Konferenz, als Markenexpertin hielt sie regelmäßig Vorträge beim Rat für Formgebung und ist Verfasserin zahlreicher Fachartikel und Essays über strategische Markenführung.
„Marken sind Kennzeichen und Symbole für Inhalte, Haltungen und Werte. Sie verkörpern und bündeln Fähigkeiten und Leistungen, die sich hinter einem Produkt oder einem Markenversprechen manifestieren. Sie sind Qualitäts- und Leistungsgarant und bieten den Menschen Orientierung in einer immer unübersichtlicher werdenden Welt.“ – Zitat aus Handbuch Unternehmenskommunikation.
Für Fachvorträge oder als Keynote-Sprecherin wird Uli Mayer-Johanssen von der Econ Referenten Agentur vermittelt.

### Soziales Engagement, Nichtregierungsorganisationen
Uli Mayer-Johanssen ist Aufsichtsratsmitglied des Universitätsklinikums Düsseldorf, Mitglied im Stiftungsrat der Berlinischen Galerie und des Kuratoriums Deutsche Stiftung Denkmalschutz sowie im führenden Club für Designer im deutschsprachigen Raum, DDC. Im Verein Wertekommission und in der Gut Gödelitz Werteakademie ist Mayer-Johanssen Beiratsmitglied, zudem ist sie Kuratoriumsmitglied bei Common Purpose, einer weltweiten gemeinnützigen Organisation, die sich für gute Führung einsetzt.
In der Deutschen Gesellschaft Club of Rome, die sich zur Aufgabe gemacht hat, zur sozial-ökologischen Transformation hin zu einer zukunftsfähigen Gesellschaft beizutragen, sieht Uli Mayer-Johanssen die Möglichkeit „positive Narrative zu schaffen, um Zukunftsängste und alte Glaubenssätze hinter uns zu lassen und eine positive gemeinsame Vorstellung der Zukunft zu entwickeln.“ Seit November 2019 ist sie Teil des Präsidiums und war u. a. am Aufbau von Future Works beteiligt. Die der DGCOR zugeordneten Projekt-GmbH dient als Werkzeug, um das Wissen des Club of Rome umzusetzen und Unternehmen bei ihrer Transformation in die Nachhaltigkeit zu unterstützen.

## Auszeichnungen, Ehrungen (Auswahl)
- 2023: Wiederwahl in das Präsidiums der deutschen Gesellschaft des Club of Rome, DGCOR.
- 2019: Wahl zum Mitglied des Präsidiums der DGCOR.
- 2018: Berufung zum Mitglied der DGCOR.[42]
- 2012: Econ Award in der Kategorie Unternehmenskommunikation für das MetaMagazin.[43]
- 2012: Ehrensenatorin der Hochschule für Gestaltung Schwäbisch Gmünd.[44]
- 2012: Award graphic fine Arts beim Wettbewerb Gute Gestaltung 13 des DDC.
- 2010: Horizont Award als Agenturfrau des Jahres.[45]
- 2008: M Berlin Marketing Award – Sonderpreis für Die schönsten Franzosen kommen aus New York.[46]
- 2008: Stevie Award für Die schönsten Franzosen kommen aus New York – Best Corporate Identity / Branding Design in a series or campaign.[47][48] (englisch)
- 2004: Das MoMA ist der Star! Deutscher Preis für Wirtschaftskommunikation; Deutscher PR Preis der Deutschen Public Relations Gesellschaft; PR Report Award;Finalist GWA Social Effie.

## Veröffentlichungen (Auswahl)

### Publikationen
Designing Future Kolumne
1. Die organisierte Selbsttäuschung. 20. Mai 2021
2. Freiheit und Verantwortung sind ein untrennbares Gespann. 3. Mai 2021
3. Lobbyisten haben keine Kinder. 26. April 2021
4. KI und die Rettung der Menschheit. 19. April 2021
5. Loslassen, um Neues zuzulassen. 12. April 2021
6. Der Natur eine Stimme geben – Die Stimme erheben. 6. April 2021
7. Designing Earth Hour – Vom Sehen, Staunen und Erkennen. 29. März 2021
8. Vom Wandel. 22. März 2021
9. Von Systemrelevant zu Lebensrelevant. 15. März 2021
10. Designing "Big world on a small planet" – von der Fähigkeit den Wandel als Chance zu erkennen. 1. März 2021
11. Wir sind der Wandel. 22. Februar 2021
12. Circular Economy. 15. Februar 2021
13. Echte Nachhaltigkeit – und wie sie ins Unternehmen kommt. 8. Februar 2021
14. Vox populi – vox dei? 1. Februar 2021
15. Je länger ich das Wort anschaue, desto fragender schaut es zurück. 25. Januar 2021
16. Bis zur bitteren Neige. 18. Januar 2021
17. Vom Ende her denken und für Kreisläufe produzieren. 11. Januar 2021
18. Wir müssen unser Sicherheitsdenken überwinden, um unsere kreativen Potenziale zu erschließen. 4. Januar 2021
19. Wir wissen, was Menschen unglücklich macht. Und wir wissen immer mehr, was Menschen glücklich macht. 28. Dezember 2020
20. Unser Denken bestimmt unser Schicksal. 21. Dezember 2020
21. Veränderung beginnt, wenn wir unsere Prämissen in Frage stellen. 14. Dezember 2020
22. Verdrängt Corona alle Fragen und Probleme, die uns noch im Februar den Schlaf raubten? 7. Dezember 2020
23. Zeit der Besinnung – oder doch nur abwarten bis alles wieder so wird wie früher? 30. November 2020

Weitere Veröffentlichungen
- Shaping futures by Design, Spaziergänge durch die Zukunft, 6. April 2021.
- The food delivery industry and its lack of care in gender equality: the speculative case of ‘GiGi’, April 2021 (englisch)
- Geständnisse einer Markenexpertin, Uli Mayer-Johanssen, in Ästhetik & Kommunikation, S. 142, Ausgabe 180/181, 2020/2021.
- Zusammen neue Perspektiven öffnen. Podcast des DDC (Nr. 02), 17. August 2020
- Wie wir vom Wissen zum Handeln kommen, Polis Magazin – Urban Development. Ausgabe: Changes – Nichts bleibt wie es ist. Vol. 1, No. 20, April 2020, pp. 50–51.
- Wir tragen Verantwortung – vom Wissen zum Wirken. Stellen wir uns den Herausforderungen haben wir mehr zu gewinnen als zu verlieren. Artikel im DDC Magazin, 2. März 2020
- Zeit für eine neue Geisteshaltung. Club of Rome, Dezember 2018.
- Über Marke, S. 19 – 21, MetaDesign AG Berlin 2015.
- Wenn über Marken gelacht wird. Der Werbe-Rat, Handelsblatt, 20. März 2014.
- Frauen-Klischees killen die Kampagne. Der Werbe-Rat, Handelsblatt, 13. Juli 2012.
- Marken brauchen einen langen Atem. Der Werbe-Rat, Handelsblatt, 25. März 2012.
- Das ist sensationell. Südtiroler Wirtschaftszeitung, 28. Januar 2005.